# امه دوسخه
امه دوسخه (انگلیسی: Aimé Dossche; ۲۸ مارس ۱۹۰۲ – ۳۰ اکتبر ۱۹۸۵) دوچرخه‌سوار اهل بلژیک بود.